# ドイツ・ツアー
ドイツ・ツアー（Deutschland Tour ドイチュラント・トゥーア ）は、自転車ロードレースのステージレース。

## 歴史

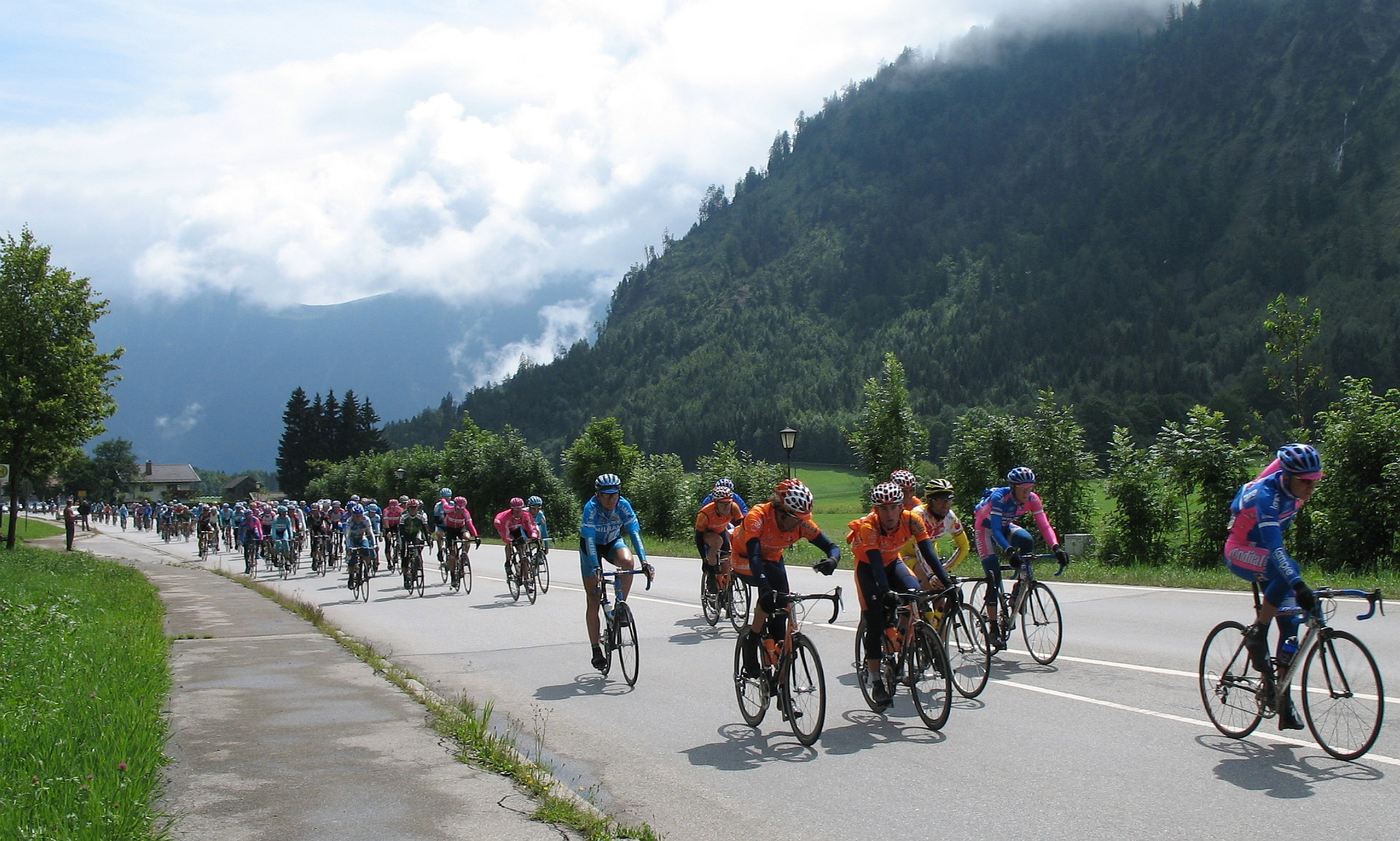
Deutschland Tour 2006 - 6. Etappe

ドイツにおいては1911年には既に全国的な自転車レースが開かれており、その後も1931年まで幾度か催されはしたものの、運営する組織もレース状況も毎回全く異なるものであった。1931年になると最初のドイツ・ツアーが開催され、1937年から1939年に第二次世界大戦が勃発するまでの間の大会はファンを惹きつけ、またよく運営されたものであったと一般に考えられている。
ドイツにおける自転車レースの歴史は、近隣諸国のベルギー、フランス、イタリアのように殊に目立った高潮を見た事はなく、その人気はドイツ人選手の成否如何に左右されてきた。西ドイツではいくつかのツアーが同時開催されたこともある。
しかしヤン・ウルリッヒのツール・ド・フランスでの勝利の後に熱狂的に高まった自転車レースの人気によって、1999年以後はドイツ・ツアーも盛んに開催されるようになった。2005年にはUCIプロツアーに組み込まれ、期間も7日間から9日間に拡大された。
しかしながら、2008年にドイツのチームであるゲロルシュタイナーの2選手、シュテファン・シューマッハーとベルンハルト・コールのツール・ド・フランスにおけるドーピング違反が発覚し、自転車ロードレースのドーピング問題に対して厳しいドイツの世論を反映してスポンサーが撤退。新たなスポンサーも見つからず、2009年以降は開催されていなかった。しかし2018年からASOの主催によりUCIヨーロッパツアー2.1の4日間のステージレースとして再開された。
2019年、2.HCに昇格。2020年からUCIプロシリーズ (2.Pro)。

## 歴代優勝者
| 年        | 優勝者                                                     |                                                            |
| --------- | ---------------------------------------------------------- | ---------------------------------------------------------- |
| 2024      | マス・ピーダスン                                           |                                                            |
| 2023      | イラン・ファンウィルデル                                   |                                                            |
| 2022      | アダム・イェーツ                                           |                                                            |
| 2021      | ニルス・ポリッツ                                           |                                                            |
| 2020      | 新型コロナウイルス感染症の世界的流行 (2019年-)により未開催 | 新型コロナウイルス感染症の世界的流行 (2019年-)により未開催 |
| 2019      | ジャスパー・ストゥイヴェン                                 |                                                            |
| 2018      | マテイ・モホリッチ                                         |                                                            |
| 2009-2017 | 未開催                                                     | 未開催                                                     |
| 2008      | リーヌス・ゲルデマン                                       |                                                            |
| 2007      | イェンス・フォイクト                                       |                                                            |
| 2006      | イェンス・フォイクト                                       |                                                            |
| 2005      | リーヴァイ・ライプハイマー                                 |                                                            |
| 2004      | パトリック・シンケヴィッツ                                 |                                                            |
| 2003      | マイケル・ロジャース                                       |                                                            |
| 2002      | イゴル・ゴンサレス・デ・ガルデアノ                         |                                                            |
| 2001      | アレクサンドル・ヴィノクロフ                               |                                                            |
| 2000      | ダヴィ・プラザ                                             |                                                            |

| 年        | 優勝者                             |        |
| --------- | ---------------------------------- | ------ |
| 1999      | イェンス・ヘップナー               |        |
| 1983-1998 | 未開催                             | 未開催 |
| 1982      | テオ・デローイ                     |        |
| 1981      | シルヴァーノ・コンティーニ         |        |
| 1980      | グレゴール・ブラウン               |        |
| 1979      | ディートリヒ・トゥーラウ           |        |
| 1963-1978 | 未開催                             | 未開催 |
| 1962      | ペーター・ポスト                   |        |
| 1961      | フリートヘルム・フィッシャーケラー |        |
| 1960      | アルベルト・ヘルダーマンス         |        |
| 1956-1959 | 未開催                             | 未開催 |
| 1955      | ルディ・タイセン                   |        |
| 1953-1954 | 未開催                             | 未開催 |
| 1952      | イシドール・デライク               |        |
| 1951      | グイード・デ・サンティ             |        |
| 1950      | ロジェ・ギセランク                 |        |
| 1949      | ハリー・ザーガー                   |        |
| 1948      | フィリップ・ヒルパート             |        |
| 1947      | エーリッヒ・バウツ                 |        |
| 1940-1946 | 未開催                             | 未開催 |
| 1939      | ゲオルク・ウンベンハウアー         |        |
| 1938      | ヘルマン・シルト                   |        |
| 1937      | オットー・ヴェッカーリング         |        |
| 1932-1936 | 未開催                             | 未開催 |
| 1931      | エーリッヒ・メッツェ               |        |
| 1930      | ヘルマン・ブーゼ                   |        |
| 1928-1929 | 未開催                             | 未開催 |
| 1927      | ルドルフ・ヴォルケ                 |        |
| 1923-1926 | 未開催                             | 未開催 |
| 1922      | アドルフ・フシュケ                 |        |
| 1912-1921 | 未開催                             | 未開催 |
| 1911      | ハンス・ルートヴィヒ               |        |